# Daniel Barden
Daniel Barden, né le 2 janvier 2001, est un footballeur gallois qui évolue au poste de gardien de but au Norwich City.

## Biographie

### Carrière en club
Passé par le centre de formation d'Arsenal, Barden signe pour Norwich City en janvier 2019.
Il joue dans un premier temps en prêt à Bury Town — club anglais amateur basé à Bury St Edmunds — cumulant en tout 26 apparitions lors de la saison 2019-20, et prolongeant en parallèle son contrat avec les Canaries.
Le 5 septembre 2020, il fait ses débuts avec Norwich City lors d'un match d'EFL Cup contre Luton Town, remporté 3-1 par ces derniers. Il fait ensuite ses débuts en Championship le 29 décembre 2020 remplaçant Michael McGovern sur blessure, à la mi-temps du match nul 1-1 contre les Queens Park Rangers.
Le 2 juillet 2021, il est prêté à Livingston.

### Carrière en sélection
International gallois avec les moins de 19 ans, il est appelé une première fois avec les espoirs gallois en mars 2021,.

## Palmarès
| Norwich City - Championnat d'Angleterre (1) : - Champion : 2020-21. |